# Primeiros Erros (Chove)
Primeiros Erros, também conhecida apenas como Chove, é uma canção brasileira composta pelo cantor Kiko Zambianchi lançada no seu álbum de estreia, Choque, em 1985, pela gravadora EMI.

## Impacto da versão de Kiko
Apesar de uma certa falta de investimento em divulgação da canção por parte da gravadora EMI, Kiko conseguiu que a música alcançasse rádios e que a música fosse bem repercutida, chegando a tocar na 97 FM e atingindo o primeiro lugar de algumas paradas.

## Regravação de Lobão
Ainda na década de 80 a música foi regravada por Lobão junto com a banda Os Eremitas da Montanha, em 2018 a música na voz da banda foi lançada nas plataformas digitais como a Spotify

## Regravação de Simony
Em 1995 a música foi regravada pela cantora Simony para seu álbum solo lançado no mesmo ano, na voz dela a música ficou entre as 100 músicas mais tocadas do ano A cantora recebeu ainda um troféu no programa Xuxa Hits por sua música ter sido a mais tocada do ano. A versão de Simony para a música "Primeiros Erros" chegou até mesmo á entrar pra trilha sonora da novela Cara e Coroa da TV Globo, a música era tema da personagem Natália vivia pela atriz Alessandra Negrini.

## Regravação do Capital Inicial
Em 2000, a banda Capital Inicial gravou seu Acústico MTV ganhando bons números de vendas e bom apelo da crítica responsabilizada.
A música fez um sucesso à parte ao disco tendo recebido certificação de platina pela ABPD.

### Certificações
| Ano  | Música                    | Certificação  | Álbum                          | Ref.   |
| ---- | ------------------------- | ------------- | ------------------------------ | ------ |
| 2000 | "Primeiros Erros (Chove)" | ABPD: Platina | Acústico MTV - Capital Inicial | [ 11 ] |

## Uso por torcedores do Flamengo
Devido ao bom desempenho do Flamengo em 2019, sendo campeão do Campeonato Brasileiro de Futebol e da Copa Libertadores da América e chegando a final do Mundial de Clubes da FIFA, o cantor Ivo Meirelles usou o ritmo da música de Kiko para exaltar os feitos do time, celebrar o time campeão do Mundial de 1981 e para embalar a torcida durante a campanha pelo Mundial.
Kiko cantou a música com Ivo no Rio de Janeiro.